# Castillo de Chert
El Castillo de Xert (Chert), en la comarca del Bajo Maestrazgo, de la provincia de Castellón, Comunidad valenciana, España, es como su nombre indica un castillo, pero actualmente no queda nada de él, ya que sobre el mismo se realizó la edificación de la llamada Antigua Iglesia Parroquial de la Asunción de María, la cual se localiza en el casco antiguo del municipio de Chert. Pese a su situación, se encuentra  catalogado, por declaración genérica, como Bien de Interés Cultural,  no presentando anotación ministerial, aunque sí código identificador:  	12.03.052-019;  tal como figura en la Dirección General del Patrimonio Artístico de la Generalidad Valenciana.

## Historia
Xert es un término municipal de una antigua historia, ya que en su territorio, se conservan restos de un importante poblado de la Edad del Bronce, la llamada ‘Mola Murada’, que presenta un recinto fortificado con restos de habitáculos en su interior. Por su parte, el pueblo tiene origen musulmán, y tuvo que ser  reconquistado, por las tropas cristianas de Jaime I de Aragón en 1233. Se encontraba en ese momento  bajo la jurisdicción del castillo de Cervera. Se le concedió carta puebla en 1235, y  como ocurrió con otras poblaciones de la zona, pasó primero a ser propiedad de la  Orden del Temple, para pasar,  posteriormente, en 1319, a la Orden de Montesa  hasta el final de los señoríos, en el  siglo XIX.
Es por todo ello por lo que los autores deducen que el antiguo castillo debió ser de origen árabe, pese a lo que no hay documentación que pruebe la datación de su construcción. Solo se puede asegurar que la antigua iglesia, conocida como Antigua Iglesia Parroquial de la Asunción de María fue edificada sobre el mismo, por lo que su construcción debió ser a todo lo más de principios del siglo XIII.